# Porsche 901

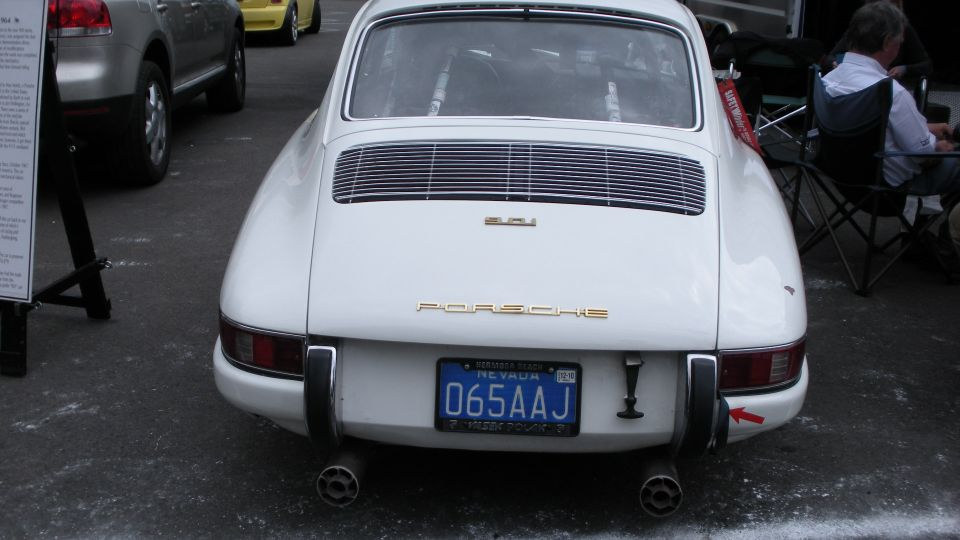
Porsche 901

Porsche 901 fue el nombre originalmente previsto para el Porsche 911. Fue presentado en el Internationale Automobil-Ausstellung (Salón del Automóvil de Fráncfort) en Frankfurt en septiembre de 1963 como un sucesor del Porsche 356.